# Qingshan (socken i Kina, Zhejiang)
Qingshan (kinesiska: 青山, 青山乡) är en socken i Kina. Den ligger i provinsen Zhejiang, i den östra delen av landet, omkring 67 kilometer söder om provinshuvudstaden Hangzhou.
Genomsnittlig årsnederbörd är 2 020 millimeter. Den regnigaste månaden är juni, med i genomsnitt 365 mm nederbörd, och den torraste är januari, med 79 mm nederbörd.